# CTI Records

CTI Records (abreviatura para: Creed Taylor Incorporated) foi uma gravadora de jazz fundada em 1967 por Creed Taylor. A CTI foi uma subsidiária da A&M Records antes de se tornar independente no ano de1970. O primeiro álbum lançado pela gravadora foi A Day in the Life, do guitarrista Wes Montgomery em 1967. O último lançamento, da CTI Jazz All-Star Band, foi gravado ao vivo no Festival de Jazz de Montreux na França em 2009 e lançado em novembro de 2010 em diversos suportes: CD, DVD e Blu-ray.
Seus artistas incluíam George Benson, Ron Carter, Eumir Deodato, Astrud Gilberto, Freddie Hubbard, Bob James, Tom Jobim, Hubert Laws, Stanley Turrentine e Walter Wanderley.

## História
Don Sebesky criou diversos arranjos para a CTI e suas gravadoras subsidiárias. Mais tarde, Bob James e David Matthews juntaram-se a ele em meados da década de 1970. Taylor usou o Van Gelder Studio em Englewood Cliffs, Nova Jérsia, com Rudy Van Gelder fazendo a engenharia de quase todas as sessões até os últimos anos da gravadora. As sessões incluíram Ron Carter, Eric Gale, Herbie Hancock, Bob James, Richard Tee, Billy Cobham, Jack DeJohnette, Steve Gadd, Idris Muhammad e Harvey Mason.
A gravadora foi bem-sucedida comercialmente e alguns álbuns foram bem recebidos pela crítica. O álbum mais vendido do CTI foi Prelude, de Eumir Deodato, que alcançou o 3º lugar na parada de álbuns da Billboard dos Estados Unidos em 1973. Um single do álbum, Also Sprach Zarathustra de 2001, alcançou o segundo lugar na Billboard Hot 100 dos Estados Unidos e o sétimo lugar no Reino Unido. Outros singles bem-sucedidos foram Feel Like Making Love e Westchester Lady, de Bob James, Could Heaven Ever Be Like This, de Idris Muhammad, e What a Diff'rence a Day Makes, de Esther Phillips, um sucesso disco.
Lançamentos de álbuns bem-sucedidos incluíram Mister Magic e Feels So Good, de Grover Washington Jr. (ambos alcançando a 10ª posição em 1975), What a Diff'rence a Day Makes, de Esther Phillips (alcançando a 32ª posição em 1975) e BJ4, de Bob James (alcançando a 38ª posição em 1977).
As produções de Taylor para a CTI ajudaram a estabelecer o smooth jazz como um gênero musical comercialmente viável. A CTI também ficou conhecida por seus designs marcantes das capas dos álbuns, a maioria composta por imagens do fotógrafo Pete Turner.
Após fundar a CTI como uma gravadora de jazz para a A&M Records em 1967, Creed Taylor decidiu tornar-se independente três anos depois. A empresa tinha várias gravadoras subsidiárias. A Kudu Records foi criada em 1971 e se concentrou no soul jazz com álbuns de Joe Beck, Hank Crawford, Grant Green, Idris Muhammad, Esther Phillips, Johnny "Hammond" Smith, Dr. Lonnie Smith e Grover Washington Jr. A Salvation Records lançou 10 álbuns durante sua existência, incluindo músicas de Airto Moreira, Roland Hanna, Faith Howard, New York Jazz Quartet, Johnny "Hammond" Smith e Gábor Szabó, Greenestreet (que lançou álbuns de Jack Wilkins, Claudio Roditi e Les McCann) e Three Brothers (com gravações de The Clams, Lou Christie, Duke Jones e Cassandra Morgan).
A mudança para a Motown Records para distribuição terminou em dificuldades em 1977, com problemas legais e financeiros que acabaram levando a gravadora a declarar falência em 1978. A CTI, no entanto, permaneceu ativa até 1984, lançando álbuns de estúdio de Ray Barretto, Urszula Dudziak, Jim Hall, Roland Hanna, Nina Simone e a banda de estúdio Fuse One.
Taylor reestruturou a CTI em 1989, retomando sua associação com Van Gelder e Turner em junho de 1989, quando gravou a sessão de todas as estrelas para Rhythmstick, um álbum ambicioso lançado em vinil, CD, VHS e LaserDisc em 1990. Muitos músicos jovens assinaram contrato com a gravadora, como Charles Fambrough, Jim Beard, Ted Rosenthal, Bill O'Connell, Donald Harrison, Steve Laury e Jurgen Friedrich, bem como o veterano guitarrista Larry Coryell, que colaborou com o arranjador Don Sebesky no álbum best-seller Fallen Angel, que alcançou a 18ª posição na parada dos melhores álbuns de jazz contemporâneo da Billboard em 1993.
O catálogo da CTI após a A&M Records (álbuns lançados entre 1970 e 1979) é de propriedade da Sony e distribuído pela Masterworks Jazz nos Estados Unidos. A King Records detém os direitos de distribuição exclusiva no Japão. Os álbuns Kudu de Grover Washington, Jr. foram relançados pela Motown e sua marca MoJazz como parte da Universal na linha Classics & Jazz. Bob James é proprietário dos quatro álbuns que gravou para a CTI (agora administrada pelo Evolution Music Group sob licença da Tappan Zee, a gravadora de James). A Seawind também é proprietária de seu catálogo anterior de lançamentos da CTI. Os lançamentos da CTI, subsidiária da A&M, são distribuídos pela Verve, uma divisão da Universal Music Group.
No ano de 2009, Taylor produziu uma série de reedições de vinte títulos da CTI remasterizados por Van Gelder para lançamento no formato SHM-CD no Japão. Novas notas de capa foram fornecidas por Ira Gitler, Arnaldo DeSouteiro e Doug Payne. Outras séries de reedições foram lançadas em dezembro de 2013 (incluindo quarenta títulos lançados em formato de CD Blu-spec) e em dezembro de 2017 com outros quarenta títulos na CTI 50th Anniversary Collection, em comemoração aos 50 anos da gravadora.

## Discografia

### Série 3000
Os álbuns que compõem a série CTI 3000 foram produzidos por Creed Taylor entre 1967 e 1970 e lançados pela A&M com o logotipo "CTI" na capa.
| Número de catálogo | Número de catálogo (stereo) | Artista                       | Título |
| ------------------ | --------------------------- | ----------------------------- | --- |
|                    | SP 3000                     | Vários Artistas               | Audio Master Plus Series Sampler Volume 1                                                                                 |
| LP 2001            | SP 3001                     | Wes Montgomery                | A Day in the Life |
| LP 2002            | SP 3002                     | Tom Jobim                     | Wave |
| LP 2003            | SP 3003                     | Herbie Mann                   | Glory of Love |
| LP 2004            | SP 3004                     | Tamba 4                       | We and the Sea |
|                    | SP 3005                     | Nat Adderley                  | You, Baby |
|                    | SP 3006                     | Wes Montgomery                | Down Here on the Ground                                                                                                   |
|                    | SP 3007                     | Artie Butler                  | Have You Met Miss Jones?                                                                                                  |
|                    | SP 3008                     | Kai Winding and J. J. Johnson | Israel |
|                    | SP 3009                     | Soul Flutes                   | Trust in Me |
|                    | SP 3010                     | Richard Barbary               | Soul Machine |
|                    | SP 3011                     | Tamiko Jones                  | I’ll Be Anything for You                                                                                                  |
|                    | SP 3012                     | Wes Montgomery                | Road Song |
|                    | SP 3013                     | Tamba 4                       | Samba Blim |
|                    | SP 3014                     | George Benson                 | Shape of Things to Come                                                                                                   |
|                    | SP 3015                     | Paul Desmond                  | Summertime |
|                    | SP 3016                     | Kai Winding and J. J. Johnson | Betwixt & Between |
|                    | SP 3017                     | Nat Adderley                  | Calling Out Loud |
|                    | SP 3018                     | Walter Wanderley              | When It Was Done |
|                    | SP 3019                     | Milton Nascimento             | Courage |
|                    | SP 3020                     | George Benson                 | Tell It Like It Is |
|                    | SP 6-3021                   | Vários Artistas               | Audio Master Plus Series Audio Sampler, Vol. 2                                                                            |
|                    | SP 3022                     | Walter Wanderley              | Moondreams |
|                    | SP 3023                     | Quincy Jones                  | Walking in Space |
|                    | SP 3024                     | Paul Desmond                  | From the Hot Afternoon |
|                    | SP 3025                     | George Benson                 | I Got a Woman and Some Blues                                                                                              |
|                    | SP 3026                     | Hubert Laws                   | Não emitido |
|                    | SP 3027                     | Kai Winding e J. J. Johnson   | Stonebone (Originalmente lançado apenas no Japão; relançado como prensagem do Record Store Day de 2020 em vinil vermelho) |
|                    | SP 3028                     | George Benson                 | The Other Side of Abbey Road                                                                                              |
|                    | SP 3030                     | Quincy Jones                  | Gula Matari |
|                    | SP 3031                     | Tom Jobim                     | Tide |

### Série 1000
Em 1970, Creed Taylor fundou a CTI independentemente da A&M e lançou os primeiros cinco lançamentos como a Série 1000, que tinha uma gravadora verde. A 1000 Series apresentava artistas que trabalhavam fora do gênero jazz.
| Número de catálogo | Artista        | Título        |
| ------------------ | -------------- | ------------- |
| CTI 1001           | Kathy McCord   | Kathy McCord  |
| CTI 1002           | Hubert Laws    | Crying Song   |
| CTI 1003           | Flow           | Flow          |
| CTI 1004           | Dave Frishberg | Oklahoma Toad |
| CTI 1005           | Fats Theus     | Black Out     |

### Série 6000
Os álbuns da série CTI 6000 foram lançados entre 1970 e 1976 e apresentavam um selo CTI laranja com impressão preta, mas as edições quadrifônicas apresentavam uma variante de selo vermelho. Álbuns posteriores da série 6000 foram distribuídos pela Motown e são designados pela adição de um S1 ao número de catálogo.
| Número de catálogo | Artista                                           | Título                                                   |
| ------------------ | ------------------------------------------------- | -------------------------------------------------------- |
| CTI 6000           | Hubert Laws                                       | Crying Song (Relançamento da CTI 1002)                   |
| CTI 6001           | Freddie Hubbard                                   | Red Clay                                                 |
| CTI 6002           | Tom Jobim                                         | Stone Flower                                             |
| CTI 6003           | Joe Farrell                                       | Joe Farrell Quartet                                      |
| CTI 6004           | Bill Evans                                        | Montreux II                                              |
| CTI 6005           | Stanley Turrentine                                | Sugar                                                    |
| CTI 6006           | Hubert Laws                                       | Afro-Classic                                             |
| CTI 6007           | Freddie Hubbard                                   | Straight Life                                            |
| CTI 6008           | Astrud Gilberto                                   | Gilberto with Turrentine                                 |
| CTI 6009           | George Benson                                     | Beyond the Blue Horizon                                  |
| CTI 6010           | Stanley Turrentine                                | Salt Song                                                |
| CTI 6011           | Kenny Burrell                                     | God Bless the Child                                      |
| CTI 6012           | Hubert Laws                                       | The Rite of Spring                                       |
| CTI 6013           | Freddie Hubbard                                   | First Light                                              |
| CTI 6014           | Joe Farrell                                       | Outback                                                  |
| CTI 6015           | George Benson                                     | White Rabbit                                             |
| CTI 6016           | Randy Weston                                      | Blue Moses                                               |
| CTI 6017           | Stanley Turrentine com Milt Jackson               | Cherry                                                   |
| CTI 6018           | Freddie Hubbard                                   | Sky Dive                                                 |
| CTI 6019           | Jackie and Roy                                    | Time & Love                                              |
| CTI 6020           | Airto Moreira                                     | Free                                                     |
| CTI 6021           | Eumir Deodato                                     | Prelude                                                  |
| CTI 6022           | Hubert Laws                                       | Morning Star                                             |
| CTI 6023           | Joe Farrell                                       | Moon Germs                                               |
| CTI 6024           | Milt Jackson                                      | Sunflower                                                |
| CTI 6025           | Hubert Laws                                       | Carnegie Hall                                            |
| CTI 6026           | Gábor Szabó                                       | Mizrab                                                   |
| CTI 6027           | Ron Carter                                        | Blues Farm                                               |
| CTI 6028           | Airto                                             | Fingers                                                  |
| CTI 6029           | Deodato                                           | Deodato 2                                                |
| CTI 6030           | Stanley Turrentine                                | Don't Mess with Mister T.                                |
| CTI 6031/32        | Don Sebesky                                       | Giant Box                                                |
| CTI 6033           | George Benson                                     | Body Talk                                                |
| CTI 6034           | Joe Farrell                                       | Penny Arcade                                             |
| CTI 6035           | Gábor Szabó                                       | Rambler                                                  |
| CTI 6036           | Freddie Hubbard                                   | Keep Your Soul Together                                  |
| CTI 6037           | Ron Carter                                        | All Blues                                                |
| CTI 6038           | Milt Jackson com Hubert Laws                      | Goodbye                                                  |
| CTI 6039           | Paul Desmond com Gábor Szabó                      | Skylark                                                  |
| CTI 6040           | Jackie Cain & Roy Kral                            | A Wilder Alias                                           |
| CTI 6041           | Deodato/Airto                                     | In Concert                                               |
| CTI 6042S1         | Joe Farrell                                       | Upon This Rock                                           |
| CTI 6043S1         | Bob James                                         | One                                                      |
| CTI 6044S1         | Freddie Hubbard/Stanley Turrentine                | Freddie Hubbard/Stanley Turrentine in Concert Volume One |
| CTI 6045S1         | George Benson                                     | Bad Benson                                               |
| CTI 6046S1         | Milt Jackson                                      | Olinga                                                   |
| CTI 6047S1         | Freddie Hubbard                                   | The Baddest Hubbard                                      |
| CTI 6048S1         | Stanley Turrentine                                | The Baddest Turrentine                                   |
| CTI 6049S1         | Herbie Hancock/Freddie Hubbard/Stanley Turrentine | In Concert Volume Two                                    |
| CTI 6050S1         | Chet Baker                                        | She Was Too Good to Me                                   |
| CTI 6051S1         | Ron Carter                                        | Spanish Blue                                             |
| CTI 6052S1         | Stanley Turrentine                                | The Sugar Man                                            |
| CTI 6053S1         | Joe Farrell                                       | Canned Funk                                              |
| CTI 6054S1         | Gerry Mulligan/Chet Baker                         | Carnegie Hall Concert Volume 1                           |
| CTI 6055S1         | Gerry Mulligan/Chet Baker                         | Carnegie Hall Concert Volume 2                           |
| CTI 6056S1         | Freddie Hubbard                                   | Polar AC                                                 |
| CTI 6057S1         | Bob James                                         | Two                                                      |
| CTI 6058S1         | Hubert Laws                                       | The Chicago Theme                                        |
| CTI 6059S1         | Paul Desmond                                      | Pure Desmond                                             |
| CTI 6060S1         | Jim Hall                                          | Concierto                                                |
| CTI 6061S1         | Don Sebesky                                       | The Rape of El Morro                                     |
| CTI 6062           | George Benson                                     | Good King Bad                                            |
| CTI 6063           | Bob James                                         | Three                                                    |
| CTI 6064           | Ron Carter                                        | Yellow & Green                                           |
| CTI 6065           | Hubert Laws                                       | Then There Was Light: In the Beginning Vol. 1            |
| CTI 6066           | Hubert Laws                                       | Then There Was Light: In the Beginning Vol. 2            |
| CTI 6067           | Joe Farrell                                       | Song of the Wind (Relançamento de CTI 6003)              |
| CTI 6068           | Allan Holdsworth                                  | Velvet Darkness                                          |
| CTI 6069           | George Benson e Joe Farrell                       | Benson & Farrell                                         |
| CTI 6072S1         | George Benson                                     | In Concert-Carnegie Hall                                 |

### Série CTI Twofer
Os álbuns da série CTI Twofer foram álbuns duplos lançados entre 1972 e 1974.
| Número de catálogo | Artista | Título                                       |
| ------------------ | --- | -------------------------------------------- |
| CTX 3+3            | Hubert Laws | In the Beginning                             |
| CTX 2+2            | CTI All-Stars (George Benson, Freddie Hubbard, Hubert Laws, Stanley Turrentine, Hank Crawford, Johnny Hammond, Ron Carter, Billy Cobham, Airto) | California Concert - The Hollywood Palladium |

### Série 5000
A série 5000 foi introduzida em 1975 como uma série de gravações de música popular e consiste em oito álbuns lançados. Apenas um punhado nesta série foi produzido por Creed Taylor; produtores externos cuidaram do resto, como Harvey Mason produzindo os álbuns de Seawind e David Grusin e Larry Rosen produzindo o segundo álbum de Patti Austin. Os primeiros lançamentos apresentam um "P.S." (que significava "Pop Series") dentro do logotipo familiar da CTI.
| Número de catálogo | Artista        | Título             |
| ------------------ | -------------- | ------------------ |
| CTI 5000           | Lalo Schifrin  | Black Widow        |
| CTI 5001           | Patti Austin   | End of a Rainbow   |
| CTI 5002           | Seawind        | Seawind            |
| CTI 5003           | Lalo Schifrin  | Towering Toccata   |
| CTI 5004           | John Blair     | We Belong Together |
| CTI 5005           | David Matthews | Dune               |
| CTI 5006           | Patti Austin   | Havana Candy       |
| CTI 5007           | Seawind        | Window of a Child  |

### Série 7000
A Série 7000 continuou a sequência de numeração da Série 6000 após encerrar seu acordo de distribuição com a Motown.
| Número de catálogo | Artista                                                           | Título                                             |
| ------------------ | ----------------------------------------------------------------- | -------------------------------------------------- |
| CTI 7070           | Urbie Green                                                       | The Fox                                            |
| CTI 7071           | Hubert Laws                                                       | The San Francisco Concert                          |
| CTI 7073           | Art Farmer                                                        | Crawl Space                                        |
| CTI 7074           | Bob James                                                         | BJ4                                                |
| CTI 7075           | Jeremy Steig                                                      | Firefly                                            |
| CTI 7076           | Vários Artistas                                                   | CTI Summer Jazz at the Hollywood Bowl - Live One   |
| CTI 7077           | Vários Artistas                                                   | CTI Summer Jazz at the Hollywood Bowl - Live Two   |
| CTI 7078           | Vários Artistas                                                   | CTI Summer Jazz at the Hollywood Bowl - Live Three |
| CTI 7079           | Urbie Green e Grover Washington Jr.. and David Matthews' Big Band | Señor Blues                                        |
| CTI 7080           | Art Farmer com Yusef Lateef e David Matthews' Big Band            | Something You Got                                  |
| CTI 7081           | Deodato                                                           | 2001 (Relançamento de CTI 6021)                    |
| CTI 7082           | Yusef Lateef                                                      | Autophysiopsychic                                  |
| CTI 7083           | Art Farmer/Jim Hall                                               | Big Blues                                          |
| CTI 7084           | Nina Simone                                                       | Baltimore                                          |
| CTI 7085           | George Benson                                                     | Space                                              |
| CTI 7086           | Patti Austin                                                      | Live at the Bottom Line                            |
| CTI 7087           | Art Farmer com Joe Henderson                                      | Yama (Lançado apenas no Japão)                     |
| CTI 7088           | Yusef Lateef                                                      | In a Temple Garden                                 |
| CTI 7089           | Art Farmer                                                        | Live in Tokyo                                      |

### Série 8000
A série 8000 foi lançada no final da década de 1970. Seu objetivo era relançar álbuns anteriores do CTI e do Kudu. Em alguns casos, os títulos originais dos álbuns foram alterados e a arte também foi alterada, com lançamentos originalmente lançados em capas de álbuns gatefold agora reduzidos a capas individuais.
| Número de catálogo | Artista            | Título                                                                            |
| ------------------ | ------------------ | --------------------------------------------------------------------------------- |
| CTI 8000           | Airto              | Free (posteriormente reeditado como Return to Forever) (Relançamento de CTI 6020) |
| CTI 8001           | Ron Carter         | Blues Farm (Relançamento de CTI 6027)                                             |
| CTI 8002           | Joe Beck           | Beck & Sanborn (Relançamento de KU-21 como Beck)                                  |
| CTI 8003           | Joe Farrell        | Moon Germs (Relançamento de CTI 6023)                                             |
| CTI 8004           | Milt Jackson       | Sunflower (Relançamento de CTI 6024)                                              |
| CTI 8005           | Joe Farrell        | Outback (Relançamento de CTI 6014)                                                |
| CTI 8006           | Stanley Turrentine | Sugar (Relançamento de CTI 6005)                                                  |
| CTI 8007           | George Benson      | Beyond the Blue Horizon (Relançamento de CTI 6009)                                |
| CTI 8008           | Stanley Turrentine | Salt Song (Relançamento de CTI 6010)                                              |
| CTI 8009           | George Benson      | White Rabbit (Relançamento de CTI 6015)                                           |
| CTI 8010           | Stanley Turrentine | Cherry (Relançamento de CTI 6017)                                                 |
| CTI 8011           | Stanley Turrentine | Don't Mess With Mister T. (Relançamento de CTI 6030)                              |
| CTI 8012           | Jim Hall           | Concierto (Relançamento de CTI 6060S1)                                            |
| CTI 8013           | Airto              | Virgin Land (Relançamento de SAL 701)                                             |
| CTI 8014           | George Benson      | Take Five (Relançamento de CTI 6045S1 como Bad Benson)                            |
| CTI 8015           | Hubert Laws        | The Chicago Theme (Relançamento de CTI 6058S1)                                    |
| CTI 8016           | Freddie Hubbard    | Red Clay (Relançamento de CTI 6001)                                               |
| CTI 8017           | Freddie Hubbard    | First Light (Relançamento de CTI 6013)                                            |
| CTI 8018           | Não emitido        | Não emitido                                                                       |
| CTI 8019           | Hubert Laws        | Afro-Classic (Relançamento de CTI 6006)                                           |
| CTI 8020           | Hubert Laws        | The Rite of Spring (Relançamento de CTI 6012)                                     |
| CTI 8021           | Deodato            | Prelude (Relançamento de CTI 6021)                                                |
| CTI 8022           | Freddie Hubbard    | Straight Life (Relançamento de CTI 6007)                                          |
| CTI 8023           | Não emitido        | Não emitido                                                                       |
| CTI 8024           | Não emitido        | Não emitido                                                                       |
| CTI 8025           | Deodato            | Deodato 2 (Relançamento de CTI 6029)                                              |
| CTI 8026           | Não emitido        | Não emitido                                                                       |
| CTI 8027           | Não emitido        | Não emitido                                                                       |
| CTI 8028           | Deodato/Airto      | In Concert (Relançamento de CTI 6041)                                             |
| CTI 8029           | Hubert Laws        | Morning Star (Relançamento de CTI 6022)                                           |
| CTI 8030           | George Benson      | Cast Your Fate to the Wind (Relançamento de CTI 6062 como Good King Bad)          |
| CTI 8031           | George Benson      | Summertime (Relançamento de CTI 6072S1 como In Concert-Carnegie Hall)             |

### Série 9000
A série 9000 foi iniciada em 1980 e distribuída pela CBS Records, mas manteve sua independência (exceto pelo álbum Body Language de Patti Austin, que tinha um visual e número de catálogo no estilo da CBS). A série começou com o clássico selo laranja (usado desde a série 6000), mas em 1981 mudou para um selo branco com um novo design de logotipo, embora em 1983, para o lançamento de arquivo de George Benson, Pacific Fire, tivesse um selo prateado.
| Número de catálogo | Artista                           | Título                                                            |
| ------------------ | --------------------------------- | ----------------------------------------------------------------- |
| CTI 9000           | Art Farmer with Joe Henderson     | Yama (O lançamento do CTI 7087 nos EUA)                           |
| JZ 36503           | Patti Austin                      | Body Language (Originalmente lançado como CTI 9001)               |
| CTI 9002           | Ray Barretto                      | La Cuna                                                           |
| CTI 9003           | Fuse One                          | Fuse One                                                          |
| CTI 9004           | Nina Simone                       | Baltimore (Relançamento planejado do CTI 7084, mas nunca lançado) |
| CTI 9006           | Fuse One                          | Silk                                                              |
| CTI 9007           | Chet Baker, Jim Hall, Hubert Laws | Studio Trieste                                                    |
| CTI 9008           | Roland Hanna                      | Gershwin Carmichael Cats                                          |
| CTI 9009           | Patti Austin                      | In My Life                                                        |
| CTI 9010           | George Benson                     | Pacific Fire                                                      |

### Kudu
O selo Kudu foi iniciado por Creed Taylor em julho de 1971 e se especializou em soul jazz, lançando 39 álbuns de 1971 a 1979. O Kudu é considerado o selo irmão do CTI.
| Número de catálogo | Artista                           | Título                            |
| ------------------ | --------------------------------- | --------------------------------- |
| KU-01              | Johnny Hammond                    | Breakout                          |
| KU-02              | Lonnie Smith                      | Mama Wailer                       |
| KU-03              | Grover Washington Jr.             | Inner City Blues                  |
| KU-04              | Johnny Hammond                    | Wild Horses Rock Steady           |
| KU-05              | Esther Phillips                   | From a Whisper to a Scream        |
| KU-06              | Hank Crawford                     | Help Me Make it Through the Night |
| KU-07              | Grover Washington Jr.             | All the King's Horses             |
| KU-08              | Hank Crawford                     | We Got a Good Thing Going         |
| KU-09              | Esther Phillips                   | Alone Again, Naturally            |
| KU-10              | Johnny Hammond                    | The Prophet                       |
| KU-11              | Eric Gale                         | Forecast                          |
| KU-12              | Grover Washington Jr.             | Soul Box Vol. 1                   |
| KU-13              | Grover Washington Jr.             | Soul Box Vol. 2                   |
| KU-14              | Esther Phillips                   | Black-Eyed Blues                  |
| KU-15              | Hank Crawford                     | Wildflower                        |
| KU-16              | Johnny Hammond                    | Higher Ground                     |
| KU-17              | Idris Muhammad                    | Power of Soul                     |
| KU-18              | Esther Phillips                   | Performance                       |
| KU-19              | Hank Crawford                     | Don't You Worry 'Bout a Thing     |
| KU-20              | Grover Washington Jr.             | Mister Magic                      |
| KU-21              | Joe Beck                          | Beck                              |
| KU-22              | Phil Upchurch e Tennyson Stephens | Upchurch/Tennyson                 |
| KU-23              | Esther Philips com Joe Beck       | What a Diff'rence a Day Makes     |
| KU-24              | Grover Washington Jr.             | Feels So Good                     |
| KU-25              | Ron Carter                        | Anything Goes                     |
| KU-26              | Hank Crawford                     | I Hear a Symphony                 |
| KU-27              | Idris Muhammad                    | House of the Rising Sun           |
| KU-28              | Esther Philips com Joe Beck       | For All We Know                   |
| KU-29              | Grant Green                       | The Main Attraction               |
| KU-30              | David Matthews com Whirlwind      | Shoogie Wanna Boogie              |
| KU-31              | Esther Philips                    | Capricorn Princess                |
| KU-32S1            | Grover Washington Jr.             | A Secret Place                    |
| KU-33S1            | Hank Crawford                     | Hank Crawford's Back              |
| KU-34S1            | Idris Muhammad                    | Turn This Mutha Out               |
| KU-35S1            | Hank Crawford                     | Tico Rico                         |
| KU-3637M2          | Grover Washington Jr.             | Live at The Bijou                 |
| KU-38              | Idris Muhammad                    | Boogie to the Top                 |
| KU-39              | Hank Crawford                     | Cajun Sunrise                     |

### Salvation
A Salvation Records foi uma subsidiária da CTI originalmente destinada a álbuns de música gospel, mas depois de lançar um álbum pelo B. C. & M. Choir e ficar inativa por dois anos, a gravadora foi revivida para um punhado de lançamentos de jazz e R&B. Embora Creed Taylor tenha produzido o álbum B. C. & M. Choir, produtores externos cuidariam dos outros lançamentos.
| Número de catálogo | Artista                   | Título              |
| ------------------ | ------------------------- | ------------------- |
| SAL 700            | B. C. & M. Choir          | Hello Sunshine      |
| SAL 701            | Airto                     | Virgin Land         |
| SAL 702            | Johnny Hammond            | Gambler's Life      |
| SAL 703            | The New York Jazz Quartet | In Concert in Japan |
| SAL 704S1          | Gábor Szabó               | Macho               |

### Three Brothers
Three Brothers Records foi uma subsidiária de curta duração da CTI, nomeada em homenagem aos filhos de Creed Taylor (Creed Jr., John e Blake). Teve alguns lançamentos de singles e lançou um álbum de Lou Christie.
| Número de catálogo | Artista      | Título       |
| ------------------ | ------------ | ------------ |
| THB 2000           | Lou Christie | Lou Christie |